# Antônio Monteiro Dutra
Antônio Monteiro Dutra (født 11. august 1973) er en brasiliansk fodboldspiller.